# Merkholtz
Merkholtz (lb. Mäerkels, niem. Merkholz) – wieś (Uertschaft) w północnym Luksemburgu, w kantonie Wiltz, w gminie Kiischpelt. Do 3 października 2015 miejscowość leżała w dystrykcie Diekirch, a do 31 grudnia 2005 należała do gminy Kautenbach. Liczy 121 mieszkańców (31 grudnia 2022). Leży nad rzeką Wiltz.
Wieś znajduje się na odgałęzieniu linii kolejowej 10 z Kautenbach do Wiltz. Obsługiwana jest przez stację kolejową Merkholtz.